# Host
Host,  hospedeiro ou anfitrião, em informática, é qualquer máquina ou computador conectado a uma rede, podendo oferecer informações, recursos, serviços e aplicações aos usuários ou outros nós na rede. É o responsável por implementar a  estrutura da camada de rede de endereçamento. Os hosts variam de computadores pessoais a supercomputadores, dentre outros equipamentos.
Todo host na Internet precisa obrigatoriamente apontar (representar) um endereço IP. Através do comando ping ou WHOIS podemos obter mais informações sobre o endereço IP de determinado host.. Por outro lado, nem todo endereço IP precisa representar um host. Para que um endereço IP aponte para um host utilizando DNS Reverso.